# 青森県道20号八戸三沢線
青森県道20号八戸三沢線（あおもりけんどう20ごう はちのへみさわせん）は、青森県八戸市田面木から三沢市に至る県道（主要地方道）である。

## 概要
八戸市田面木で国道104号から分岐し、八戸駅を経由した後、尻内町で国道454号に重複した後、再び国道454号から分岐し単独区間に入る。その後、六戸町を経由し、国道45号六戸バイパスと交差後、北上して六戸町大字犬落瀬で青森県道10号三沢十和田線に接続する。

### 路線データ
- 起点：八戸市[1]（国道104号交点）
- 終点：三沢市[1]（県道10号上・県道22号交点）

## 歴史
- 1993年（平成5年）5月11日 - 建設省（現・国土交通省）により一般県道八戸停車場線・一般県道上市川八戸停車場線・一般県道上市川上吉田線・一般県道五戸六戸線の一部・一般県道大落瀬柳沢線・主要県道三沢十和田線の一部が主要地方道八戸三沢線に指定される[2]。
- 1994年（平成6年）3月25日 - 主要地方道八戸三沢線に指定された区間を、青森県が主要県道20号八戸三沢線に認定[1]。

## 路線状況

### 重複区間
- 国道454号（八戸市尻内町 地内）
- 青森県道10号三沢十和田線（上北郡六戸町 - 三沢市・終点）
- 青森県道113号五戸六戸線（上北郡六戸町上吉田 - 上北郡六戸町大字犬落瀬）

## 地理

### 交差する道路
- 国道104号（八戸市田面木、起点）
- 国道454号（八戸市尻内町）
- 青森県道15号橋向五戸線（三戸郡五戸町）
- 青森県道119号五戸下田停車場線（上北郡六戸町）
- 青森県道113号五戸六戸線・青森県道213号柳町下田停車場線（上北郡六戸町）
- 青森県道212号米田六戸線・（上北郡六戸町、青森県道113号五戸六戸線終点）
- 国道45号（上北郡六戸町）
- 青森県道171号向山停車場六戸線（上北郡六戸町）
- 青森県道10号三沢十和田線バイパス（上北郡六戸町）
- 青森県道10号三沢十和田線
- 青森県道10号三沢十和田線・青森県道22号三沢七戸線（三沢市、終点）

### 沿線の施設
- サテライト六戸
- 青森県立六戸高等学校
- 舘野公園
- 十和田国際カントリークラブ
- 六戸町立六戸中学校
- 六戸町立体育館
- 六戸町立文化会館（メイプルホール）
- 六戸町役場
- 六戸町立図書館
- 六戸町国保病院
- 六戸温泉
- 六戸町立六戸小学校
- 上市川郵便局
- 熊ノ沢温泉
- 八戸赤十字病院
- 八戸駅